# Термопластичний клей
Термопласти́чний клей (термоклей, термоплавкий клей) — клейка речовина, здатна багато разів переходити в рідку форму (розплав) при нагріванні і застигати при охолодженні. Як правило, це різноманітні термопластичні полімерні матеріали, найчастіше на основі етиленвінілацетату або поліаміду. Здатність заповнювати порожнечі, мала усадка, висока механічна міцність роблять термоклеї зручними для склеювання дуже нерівних поверхонь.
Не слід плутати з термореактивними клеями, в яких під час нагрівання відбувається хімічна реакція затвердіння складу. Специфічну категорію клейових складів з термічним затвердінням становлять пластизолі.
Не слід плутати термопластичний клей з теплопровідними клеями. Для використання термопластичного клею використовується термоклейовий пістолет.

## Застосування

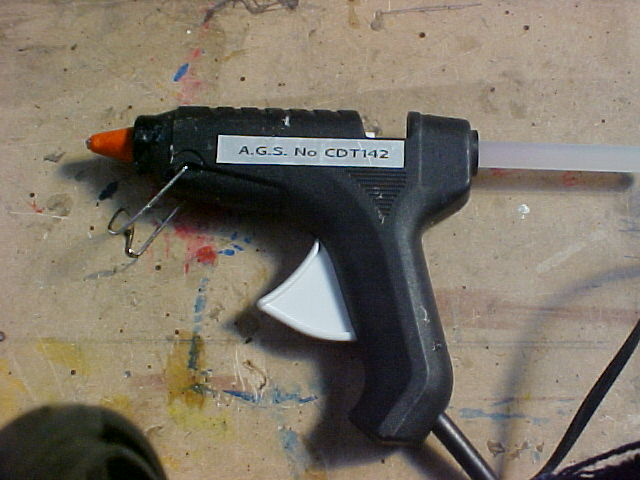
Термоклейовий пістолет

У побуті набули поширення термоклейові пістолети і клейові стрижні до них. Термоклейовий пістолет — електромеханічний пристрій для розплавлення і дозованої подачі розплавленого клею. Деякі професійні моделі мають можливість розпилення термоклею. Найпоширеніші в побуті пістолети під клейові палички етиленвінілацетату діаметром 11 мм і робочою температурою 120−150 °С. іноді зустрічаються пістолети і палички калібру 7 мм. Для професійного використання існує обладнання калібрів 12, 15 і 43 мм, з робочими температурами складів до 220 °С.
Етиленвінілацетат (EVA) легкоплавкий, липкий і текучий в розплаві матеріал з температурою розм'якшення ~80 °С. Час схоплювання і застигання — десятки секунд. Незабарвлений напівпрозорий білястий. Практично весь сучасний побутовий термоклей — етиленвінілацетатний.
Поліаміди (PA) мають температуру розм'якшення від 150 °С і вище, залежно від марки. Поліамід жорсткіший і міцніший від етиленвінілацетату, але менш текучий у розплаві. Поліаміди не використовують з побутовими термоклейовими пістолетами, оскільки побутові пістолети, як правило, низькотемпературні і розраховані тільки на етиленвінілацетатні клеї.
Деякі термопластичні поліолефіни (поліетилен, поліпропілен) мають температуру розм'якшення від 150 °С, робоча температура 180—200 °С. Поліолефіновий клей на відміну від поліаміду, не поглинає вологи. Поліетилен високого тиску плавиться при 100—108 °С, ПЕ низького тиску — при 120—135 °С, що дозволяє в деяких випадках використовувати ці матеріали як альтернативу купленому термоклею. Марка пластику вказується на упаковках харчових продуктів і побутової хімії у вигляді особливого маркування, зазвичай виштампуваною на дні тари. Розплав поліетилену однак не має такої хорошої адгезії до самого поліетилену та інших матеріалів, і не завжди дозволяє їх склеювати, але дозволяє герметизувати (іноді зі збереженням розбірності, як притерті пробки), а також закріплювати деталі механізму, або заливати розплавом, захищаючи від зовнішніх впливів.